# Otto Fönnekold
Otto Fönnekold (Hamburgo, Alemanha, 15 de fevereiro de 1920 - 31 de agosto de 1944, Budacu de Jos, Roménia) foi um piloto alemão da Luftwaffe durante a Segunda Guerra Mundial. Voou mais de 600 missões de combate, nas quais abateu 136 aeronaves inimigas (todas na Frente Oriental, à excepção de três caças americanos), o que fez dele um ás da aviação.